# Jonosond

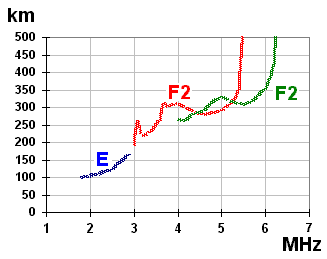
Exempel på ett jonogram, det huvudsakliga mätresultatet från en jonosond. Från vissa höjder fås två ekon (grön och röd kurva) på grund av att jordens magnetfält påverkar vågutbredningen i jonosfärplasmat: tätheten fås enklast från den röda kurvan (motsvarande en vågtyp som kallas O-mod eller ordinär mod).

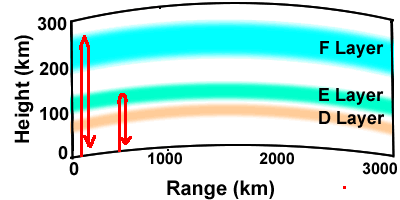
Jonosondens mätprincip: vågor på olika frekvens reflekteras på den höjd där deras frekvens överensstämmer med den lokala plasmafrekvensen. Genom att sända ut vågor av olika frekvens och mäta tiden det tar för dem att gå fram och åter får man fram vid vilken höjd jonosfären har just denna plasmafrekvens.

En jonosond är ett radiovågsinstrument (en radar) för att mäta jonosfärens elektrontäthet på olika höjder. Dynasond är en benämning för en typ av jonosond optimerad för att kunna följa snabba förändringar i jonosfären. Digisond är en benämning för en jonosond där några analoga steg ersatts med digital teknik. I Sverige driver Institutet för rymdfysik jonosonder i Uppsala, Lycksele och Kiruna.
Jonosondens mätprincip bygger på att vertikalt utsända radiovågor reflekteras på den höjd där plasmafrekvensen i jonosfären motsvarar vågens frekvens. Jonosonden sänder ut korta vågpaket och registrerar deras återkomst, och fungerar alltså som en sorts uppåtriktat ekolod i radiovågsområdet. Genom att mäta hur lång tid det tar för signalen från utsändning tills den kommer tillbaka samt att stega igenom ett antal frekvenser från lägre till högre kan man få en kurva över hur plasmafrekvensen beror av höjden, ett jonogram. Eftersom plasmafrekvensen beror av elektrontätheten kan jonogrammet direkt omvandlas till en höjdprofil för tätheten i jonosfären.
De flesta jonosonder är markbaserade, men jonosonder har även burits av raketer och flugits på satelliter för att studera jonosfären från ovan, eftersom en markbaserad jonosond inte kan studera jonosfärens ovansida, eller över huvud taget något område där elektrontätheten avtar med höjden. Tekniken användes bland annat på de kanadensiska satelliterna Alouette 1 och Alouette 2 under 1960- och 1970-talen. På IMAGE, uppsänd år 2000, användes tekniken också för att sondera jordens magnetopaus från insidan av magnetosfären. Även Mars Express har ett jonosondinstrument, MARSIS, som sonderar jonosfären runt Mars från ovansidan.